# Riddarholmen (crkva)
Crkva Riddarholmen (švedski: Riddarholmskyrkan) je grobna crkva švedskih vladara. Nalazi se na otoku Riddarholmenu, blizu kraljevske palače u Stockholmu.
Danas se crkva koristi samo za ukope i prigodne svrhe. Švedski vladari od Gustava Adolfa (poginuo 1632.) do Gustava V. (umro 1950.) pokopani su ovdje (uz iznimke kao što je sveta kraljica Kristina, koja je pokopana u bazilici Svetog Petra u Rimu). U Riddarholmenu su pokopani i raniji vladari Magnus III. (umro 1290.) i Karlo VIII. Švedski (umro 1470.). Neki su švedski vladari pokopani na kraljevskom groblju Kungliga begravningsplatsen.
Crkva Riddarholmen jedna je od najstarijih zgrada u Stockholmu, jer pojedini dijelovi potječu s kraja 13. stoljeća, kada je izgrađena kao franjevački samostan. Nakon protestantske reformacije, samostan je zatvoren, a zgrada pretvorena u protestantsku crkvu. Zvonik je dizajnirao Willem Boy tijekom vladavine Ivana III., ali su uništeni udarom groma 28. srpnja 1835., nakon čega su zamijenjeni sa sadašnjim tornjem od lijevanoga željeza.
Grbovi vitezova kraljevskoga Reda Serafina su u zidovima crkve. Kad vitez Reda umre, njegov grb visi u crkvi, a tijekom pogreba crkvena zvona zvone neprekidno od 12 do 13h.